# Герд фон Рундштет
Карл Рудолф Герд фон Рундштет (Ашерслебен, 12. децембар 1875 — Хановер, 24. фебруар 1953) је био немачки фелдмаршал током Другог светског рата. Био је један од најспособнијих немачких генерала и један од ретких немачких високих официра који је током читаве своје каријере био аполитичан.

## Биографија
Рођен у Ашерслебену, у аристократској пруској породици, фон Рундштет је ступио у немачку војску 1893. године, да би 1902. године постао питомац елитне немачке војне академије – инситуције која је годишње примала само 160 нових студената од којих је и до 75% отпадало током студија. Током Првог светског рата је напредовао у служби да би 1918. године стекао чин мајора и функцију начелника штаба у својој дивизији.
После рата фон Рундштет је стално напредовао у оквиру мале немачке војске која је била ограничена на 100.000 људи. Године 1932. постављен је за команданта 3. пешадијске дивизије. Касније исте године запретио је да ће дати оставку када је Франц фон Папен увео ванредно стање и наредио својим трупама да избаце чланове нацистичке партије из државних зграда. Рундштет је такође био веома забринут због брзог успона на власт нациста због чега је у октобру 1938. године напустио армију.
У септембру 1939. године је почео Други светски рат и фон Рундштет је позван да командује Групу армија Југ током успешне кампање у Пољској. Током планирања кампање на западу и напада на Француску, подржао је фон Машнтајнову концепцију „оклопне песнице“ која је коначно постала основа Жутог плана. Током битке фон Рундштету је поверена команда над две оклопне, три моторизоване и 35 пешадијских дивизија.
14. маја 1940. године немачке оклопне дивизије под командом Хајнца Гудеријана прешле су реку Мезу и направиле велику брешу у савезничкој линији фронта. Генерал фон Рундштет је био забринут због могућности да овако дубок продор оклопних јединица претрпи неуспех због изостанка пешадијске подршке због чега је затражио да се даље напредовање обустави како би пешадијске дивизије могле да осигурају изложене бокове оклопних дивизија; застој у напредовању немачких оклопних јединица омогућио је савезницима да преко Денкерка евакуишу своје јединице на британско острво. Герд фон Рундштет и други немачки генерали тврдили су да је ова контроверзна одлука била Хитлерова и да је била мотивисана његовим чврстим уверењем да ће Велика Британија бити спремнија да закључи мировни споразум са Немачком уколико јој се омогући да евакуише свој Експедициони корпус из Француске. Не може се са сигурношћу тврдити шта је Хитлер имао на уму, али је коначна одлука о овом питању била поверена фон Рундштету којег је Хитлер, на Хадлерово чуђење овластио да донесе коначну одлуку.
Фон Рундштет је унапређен у фелдмаршала 19. јула 1940. године и био је укључен у планирање операције Морски лав. Када је инвазија отказана, фон Рундштету је додељена команда над окупационим снагама у Француској и добио је задатак да учврсти обалску одбрану у Холандији, Белгији и Француској.
Од јуна 1941. године фон Рундштет је учествовао у операцији Барбароса као командант Групе армија Југ која је била састављена од 52 пешадијске и 5 оклопних дивизија. У почетку је његово напредовање било споро али је у септембру исте године заузет Кијев у којем је заробљено невероватних 665.000 совјетских војника – данас се зна да је заправо заробљено мање од 400.000 али је и даље у питању веома импресивна бројка. Након ове победе фон Рундштет је усмерио своју групу армија ка истоку са задатком да освоји Харков и Ростов. Снажно се противио даљем наступању немачких армија током руске зиме и саветовао је Хитлера да обустави даље операције али је његово становиште одбачено.
Фон Рундштет је у новембру 1941. године претрпео срчани удар али је одбио да буде хоспитализован и наставио је даље наступање успевши да 21. новембра освоји Ростов. Међутим, снажан совјетски противнапад избацио је немачке јединице из града. Када је фон Рундштет затражио одобрење од Хитлера да се повуче, овај се разбеснео и заменио га је са генералом Валтером фон Рајхенауом.
Хитлер је поново успоставио фон Рундштета у активну службу у марту 1942. године постављајући га за команданта немачких снага на западу. На овој функцији се показао изузетно интернтим због чега је до јесени 1943. године атлантска обала била јако лоше утврђена. Тек након Ромеловог именовања за фон Рундштетовог непосредно потчињеног започети су обимни радови на ојачавању Атлантског бедема. Током расправа које су претходиле савезничкој инвазији Рундштет је инсистирао на ставу да оклопне резерве треба задржати у оперативној позадини како би након иницијалног савезничког искрцавања могле да буду употребљене у циљу уништења мостобрана. Командант немачких оклопних јединица Швапенбург подржавао је његов став. Насупрот њима је био Ромел који је инсистирао на томе да оклопне јединице морају да буду распоређене у близини обале зато што би савезничка ваздушна надмоћ онемогућила или значајно успорила њихово кретање. Поучен лошим искуством из северне Африке Ромел је веровао да је савезничко ваздухопловство у стању да онемогући чак и ноћне покрете немачких јединица. Ромел је такође био убеђен да је искрцавање у Нормаднији мало вероватно због чега је сматрао да би у овом делу Француске требало оставити минималне оклопне јединице. Иако је био вољан да прихвати малу вероватноћу искрцавања у Нормандији фон Рундштет је и даље сматрао да је у питању сулуда коцка. Нажалост, његов ауторитет који је био значајно нарушен његовом неактивношћу након именовања за команданта немачких јединица на западу није био довољан да подупре његове ставове због чега је Ромелово становиште превагнуло. Немачке оклопне дивизије биле су раштркане дуж обале због чега су у Нормаднији, у тренутку искрцавања биле само две оклопне дивизије што је имало катастрофалне последице на даљи ток операција. После Д-дана, у јуну 1944. године, фон Рундштет је саветовао Хитлера да закључи мир са савезницима. Хитлер је на његов савет одговорио тако што га је заменио генералом Гинтером фон Клугеом.
Бесан због завере да се убије Хитлер, Рунштет је пристао да се придружи Гудеријану и Вилхелму Кајтелу на Војном суду части који је избацио из војске на стотине немачких официра, често на основу бедних доказа, под оптужбом да су ковали заверу против Хитлера. На овај начин они су били предати у руке цивилном судству, тачније у руке Роланда Фреислера. Многи од њих су погубљени.
Средином августа 1944. године фон Клуге је извршио самоубиство због чега је фон Рундштет поново именован за команданта немачких снага на западу. На брзину је извршио реорганизацију трупа, таман на време да се успешно супротстави савезничким снагама за време операције Маркет-Гарден. Иако је био врховни командант немачких снага на западу, које су учествовале у неуспешној офанзиви чији циљ је био заузимање Антверпена (познатијој као Арденска офанзива или битка за избочину), од самог почетка се противио тој офанзиви. Поново је разрешен дужности у марту 1945. године након што је саопштио Вилхелму Кајтелу да би Хитлер требало да закључи мир са савезницима и да је даље вођење рата безнадежно.
Рундштета је, 1. маја 1945. године заробила америчка 36. пешадијска дивизија. Током испитивања је претрпео још један срчани удар због чега је пребачен у Велику Британију где је био у заробљеништву. Британци су га оптужили за ратне злочине али му никада није било суђено због његовог лошег здравственог стања. Пуштен је из заробљеништва 1948. године и до своје смрти је живео у Хановеру.